# Teori-teorien
Teori-teorien er en psykologisk teori, der hævder, at børn i princippet tænker ligesom forskere. Det er således en teori, der gør psykologien epistemologisk. Mennesker handler ud fra hvordan de ser verden, ud fra deres teorier, men disse teorier kan udskiftes. 

## Historik
Termen "theory theory" blev introduceret af Adam Morton (1980) til at karakterisere synspunkter i såvel psykologi som filosofi, om hvordan normale voksne mennesker forklarer og forudsiger andre menneskers handlinger og tilskriver dem mentale tilstande. 

## Eksterne links
Hjørland & Nicolaisen (red.). The epistemological lifeboat. Childrens' epistemology & ontology (Webside ikke længere tilgængelig)
| filosofi | Spire Denne filosofiartikel er en spire som bør udbygges. Du er velkommen til at hjælpe Wikipedia ved at udvide den. |